# 寶可夢 (1997年—2002年動畫)
《寶可夢》，是1997年4月1日至2002年11月14日期間在東京電視台播出的任天堂軟體「寶可夢系列」的原作電視動畫。因為沒有副標題，為了方便稱呼並與後續作品例如「超世代」區分，而有「無印」這個代稱（「沒有副標題」的意思），又稱為平成版以對應「新無印」的「令和版」。台灣由群英社代理，於中國電視公司於1998年11月28日至2003年12月6日每星期六下午18:30~19:00播出。寶可夢台灣官方在2025年4月6日起於YouTube頻道播出重新配音版，翻譯皆更改為任天堂的官方翻譯。

## 概要
這是一篇與原作RPG主角一樣從真新鎮出發的少年小智，和他的神奇寶貝與皮卡丘，刻畫友情與成長的故事。沿襲原作故事節奏展開第一集的冒險故事。
設定中自然有登場人物與反派角色等，就因為初期這種獨特的表達方式，將遊戲中的世界觀毫不保留的完整呈現在動畫中。這可說是擔任系列構成的首藤剛志先生最擅長的方式。首藤也構想出火箭隊登場時「既然你誠心誠意的發問了──」的台詞。
創造了跟隨小智一起旅行的道館訓練家好友小剛與小霞，也創造出了「老梗新用」的反派角色，敵對組織火箭隊的隊員武藏與小次郎，更賦予他們有一隻能夠說人話的罕見神奇寶貝喵喵。
假如小智沒有選擇皮卡丘作為最初的神奇寶貝，反而選擇最初3隻的其中之一的話，或許會讓人大失所望。不僅遊戲受歡迎，再加上最初的神奇寶貝使用光的三原色，但是如果沒有皮卡丘可以選擇也一定會遜色許多。
主角小智與大木博士的孫子、小智的對手──小茂的命名，是源自原作RPG《神奇寶貝 紅·綠》提供的名字之一，是以該遊戲開發者田尻智及任天堂董事宮本茂的名字作為基礎。
小智得到皮卡丘後以神奇寶貝大師為目標，踏上訓練員之路。
在旅程的開端，有個小智與皮卡丘的動人故事：
由於小智的皮卡丘不肯服從小智，小智惟有靠自己捉神奇寶貝，連續捉2隻失敗，就在小智以擲石作攻擊命中目標時，驚覺那不是波波，而是烈雀。小智及皮卡丘遭受襲擊，慌忙逃走。其間一個女子在釣魚期間拯救了他們，小智按她的指示，向常槃市衝去，但被烈雀群追上，此時皮卡丘已受重傷，為了救牠，小智不惜犧牲自己，抵擋烈雀群。皮卡丘眼見小智捨身相救，終於明白小智對牠的愛護及好意，就在烈雀群即將擊中小智的千鈞一髮之際，牠衝到小智面前，並使出強烈的「電擊」絕招！
終於成功把烈雀群趕走了，小智和皮卡丘亦終於成為好友。此時小智及皮卡丘遇見了一隻神秘的神奇寶貝（大木博士也不敢相信小智遇上牠），是後來小智估計的鳳王（由於當時金銀版還未推出，其名字最初是透過漫畫版的資料公布的）。
之後小智和拯救他及皮卡丘的女子──小霞結伴同行，其後認識小剛，尼比市道館賽後小剛加入成為新的同伴。
小智在石英聯盟由初賽出線至淘汰賽，於16強止步。
回到真新鎮後，小智為了替大木博士拿GS球而前往橘子群島，在一時興起下決定挑戰橘子聯盟，到最後奪得勝利者盃。
在從橘子群島回來後，與一直以來視為勁敵的小茂首度交鋒，雙方派出自己最自豪的神奇寶貝，皮卡丘對抗伊布，一番苦戰後小智戰敗，對小茂誓言下次絕不會再輸，也決定要挑戰城都聯盟，往城都地方出發。
而在城都聯盟白銀大會決勝錦標賽的第一回戰（16強）中再度與小茂對碰，6對6的全面對戰，雙方都以最強的陣容來應戰，最後一戰，小智的噴火龍戰勝小茂最強的水箭龜，小智晉級。但是到了第二回戰（8強）與來自豐緣地區的葉越交手時，葉越充滿特性的神奇寶貝使小智陷入危機，小智和葉越激戰後派出最後僅餘仍能作戰的神奇寶貝－噴火龍和火焰雞作最終對決，最後噴火龍失去戰鬥能力，小智戰敗，8強止步。
白銀大會結束後小智與必須回家的小霞和小剛告別，重回真新鎮的小智想著自己從未到過的豐緣地區，決定為了重新出發，於是只帶著皮卡丘前往豐緣地區挑戰豐緣聯盟。

## 製作人員
|                                           | （第194話 - 第276話） |
|                                           | |
|                                           | |
|                                           | |
|                                           | |
|                                           | （第1話 - 第15話、第92話 - 第276話）（テレビ東京）、（）、（） |
|                                           | |
|                                           | 、 |
| （第1話 - 第118話）→（第119話 - 第276話） | |
|                                           | |
|                                           | |
|                                           | 、（第93話 - 第112話） |
|                                           | （第1話 - 第262話）→（第263話 - 第276話） |
|                                           | 、（第1話 - 第82話） |
|                                           | |
|                                           | |
|                                           | 、 |
|                                           | |
|                                           | 、 |
|                                           | 、 |
|                                           | |
|                                           | |
|                                           | （第1話 - 第38話）→（第39話 - 第57話）→（第1話 - 第37話、第58話 - 第109話）→（第110話 - 第259話）→（第260話 - 第276話）（テレビ東京）                                                                        |
|                                           | |
| （第1話 - 第118話）→（第119話 - 第276話） | （第1話 - 第118話）→（第119話 - 第276話） |
|                                           | |
|                                           | （第1話 - 第15話）→（第16話 - 第91話、第1話 - 第91話）→（第92話 - 第259話）→（第260話 - 第276話）（テレビ東京）、（第1話 - 第259話）→（第260話 - 第276話）（（第1話 - 第117話）→（第118話 - 第276話）)、（） |
|                                           | （第1話 - 第38話）→（第1話 - 第37話、第39話 - 第64話）→（第65話 - 第276話）、（第1話 - 第117話）→（第118話 - 第276話）、                                                                           |
|                                           | 、→、 |
|                                           | （第1話 - 第193話）、（第194話 - 第276話） |
|                                           | 、 |
|                                           | （第1話 - 第158話）、（第159話 - 第276話） |
|                                           | |

### 各話製作人員
| （第1話 - 第4話）→（第5話 - 第8話）→（第9話 - 第11話）→（第12話 - 第70話）→（第71話 - 第276話） | （第1話 - 第276話）、（第119話 - 第276話）、（第119話 - 第276話） |
| （第1話 - 第70話）→（第71話 - 第118話）→（第119話 - 第276話）                                   | （第1話 - 第276話）、（第5話 - 第276話）、（第119話 - 第276話）、（第5話 - 第196話）→（第197話 - 第276話）、（第119話 - 第276話）、（第119話 - 第276話） |
|                                                                                                 | 、 |
|                                                                                                 | 、→、 |
|                                                                                                 | 、→、→、→、 |
|                                                                                                 | 、→、→、→、→、 |
|                                                                                                 | （第1話 - 第22話 アンクレディテッド、第23話 - 第276話）、、 |
|                                                                                                 | |
|                                                                                                 | |
|                                                                                                 | 、→、→、→、→、→、→、→、→、→、→、→、→、→、→、→、→、→、→、 |
|                                                                                                 | →、→、→、→、→、 |
|                                                                                                 | →、→、→、→、→、→、→、→、→、→、→、→、→、→、→、→、→、→、→、→、→、→、→、→、→、→、→、→、→、→、→、→、→、→、→、→、→、→、→、→、→、→、→、→、→、→、→、→、→、→、→、 |
|                                                                                                 | 、 |
|                                                                                                 | 、 |
|                                                                                                 | →、 |
| （第1話 - 第118話）→（第119話 - 第262話）→（第263話 - 第276話）                                 | |
|                                                                                                 | 、→、→、→、→、→、→、→、→、→、→、→、→、→、→、→、→、→、→、→、→、→、→、→、→、→、→、→、→、→、→、→、→、→、→、→、→、→、→、→、、曾我篤史、萩元千里、石島英恵、原口 浩、高橋正樹、伊藤正美、立口徳孝、平松岳史、大津智子、木森由美 |
|                                                                                                 | スタジオじゃっく、宮内早苗、高橋和博、高尾克己、日比野晶子、河合泰利、杉内美希、清水理恵子、藤野真木子、渡辺 毅、三上明子、浦田健吉、小原清美、大脇章子、栃木香月、ＡＲＴＭＡＸ |
| （第1話 - 第262話）→（第263話 - 第276話）                                                       | スタジオコスモス、ティ・ニシムラ、前原勝則、大藤哲生、黒田洋一、野口博志、池上伸治→池上信治→池上伸治、蓜島尚久、島田隆志、谷澤昌二、山口則和、塩塚洋樹、古澤功一、西山朋広、出井久美子、白井祐司、久野利和、粟倉正文、勝田有記、折笠裕子、吉田光伸→吉田光延→吉田光伸、世良隆光、星 和弥、久木香代、井上大輔、鈴木芳実、渡辺英俊、緒方美佐子、亀井美紀、牟田智幸、権田光一、吉田 寛、岸 克芳、大嶋慎介、菅原 徹、森本由美子、豊永有希、貞松寿幸 |
| （第1話 - 第37話 アンクレディテッド、第38話 - 193話）→（第194話 - 第276話）                     | 、 |
|                                                                                                 | （第83話 - 第262話）→（第263話 - 第276話） |
|                                                                                                 | （第263話 - 第276話）、、 |
|                                                                                                 | 、 |
|                                                                                                 | |
|                                                                                                 | 、 |
|                                                                                                 | 、 |
|                                                                                                 | |
|                                                                                                 | |
|                                                                                                 | |
|                                                                                                 | 、 |
|                                                                                                 | 、（第178話 - 第276話） |
|                                                                                                 | （第178話 - 第243話、第262話 - 第276話）、（第244話 - 第261話） |
| （第1話 - 第193話）→（第194話 - 第276話）                                                       | |
|                                                                                                 | （第1話 - 第41話）→ （第42話 - 第276話） |
| （第1話 - 第193話）→（第194話 - 第276話）                                                       | （第1話 - 第252話、第261話 - 第276話）、（第253話 - 第260話） |
|                                                                                                 | |
|                                                                                                 | （第65話 - 第66話、第68話 - 第94話、第123話 - 第276話）、（第95話 - 第122話） |
|                                                                                                 | |
|                                                                                                 | |
|                                                                                                 | →、→ |
|                                                                                                 | 、→、 |
| →                                                                                               | 、→、→、 |
|                                                                                                 | 、 |
|                                                                                                 | （第1話 - 第38話）→（第1話 - 第37話、第39話 - 第64話）→ＴＶ ＴＯＫＹＯ（第65話 - 第276話）、Ｓｏｆｔｘ（第1話 - 第117話）→ＭｅｄｉａＮｅｔ １９９９ ｌｏｇｏ（第118話 - 第276話）、 |
|                                                                                                 | トミー、、小学館、メディアファクトリー、任天堂、明治製菓、トヨタ自動車、バンダイ、サン・クロレラ、㐧一パン、バンプレスト、コイズミ→小泉産業、ムツビ、テレビ大阪、エイシー、シャウッドホームズ |
|                                                                                                 | イマジカ（第1話 - 第262話） |
|                                                                                                 | （第265話）、野口智美（第265話） |
| タイミング                                                                                      | 平林弘明（第1話 - 第110話）、上野芳弘（第2話 - 第70話）、石田記理（第111話 - 第262話） |
| フィルム                                                                                        | イーストマン（第1話 - 第255話）→コダック（第256話 - 第262話） |
|                                                                                                 | ＳＴＵＤＩＯ ＥＤＩＸ（第1話 - 第30話）、ワインドアップ（第31話 - 第146話） |
|                                                                                                 | 中村明子（第1話 - 第71話）→西名 武（第72話 - 第177話） |
|                                                                                                 | （第1話 - 第181話） |
| デスク                                                                                          | 島村優子 |
|                                                                                                 | |
|                                                                                                 | |

## 主題曲

### 日本地區主題曲
註：以下集數排序並不包括發生3D龍事件的第38集

#### オープニングテーマ
| 順序 | 集數    | 曲名                                     | 歌             | 作詞           | 作曲           | 編曲                |
| ---- | ------- | ---------------------------------------- | -------------- | -------------- | -------------- | ------------------- |
| 1    | 1-82    | めざせポケモンマスター                   |                |                | たなかひろかず |                     |
| 1    | 194-240 | めざせポケモンマスター（ホワイトベリー） | ホワイトベリー | 坂井紀雄       | たなかひろかず |                     |
| 2    | 83-118  | ライバル！                               |                | たなかひろかず | たなかひろかず |                     |
| 3    | 119-193 | ＯＫ！                                   |                | たなかひろかず | たなかひろかず |                     |
| 4    | 241-276 | ＲｅａｄｙＧｏ！                         | 田村直美       | たなかひろかず | たなかひろかず | 田村直美 川村久仁美 |

#### エンディングテーマ
| 1  | 1-27            | ひゃくごじゅういち                    | ポケモンキッズ                                      |                | たなかひろかず |                |                |                |                |                |                |            |
| 2  | 28-37 65-70     | ニャースのうた                        | 犬山犬子                                            | たなかひろかず | たなかひろかず |                |                |                |                |                |                |            |
| 3  | 38-53 65-66     | ポケットにファンタジー                | さち＆                                              | 中村暢之       | たなかひろかず |                |                |                |                |                |                |            |
| 4  | 54-64 106       | ポケモン音頭                          | ガルーラ小林 石塚運昇 坂口候一 新津姉妹             | 渡部チェル     | たなかひろかず |                |                |                |                |                |                |            |
| 5  | 71-105 71-106   | タイプ：ワイルド                      | 松本梨香                                            | たなかひろかず | たなかひろかず | たなかひろかず | たなかひろかず | たなかひろかず | たなかひろかず | たなかひろかず | たなかひろかず |            |
| 6  | 107-118         | ラプラスにのって                      | カスミ（飯塚雅弓） （愛河里花子）                   | たなかひろかず | たなかひろかず | たなかひろかず | たなかひろかず | たなかひろかず | たなかひろかず | たなかひろかず | たなかひろかず | 川村久仁美 |
| 7  | 119-143         | ニャースのパーティ                    | ニャース（犬山犬子） ムサシとコジロウ               | たなかひろかず | たなかひろかず | たなかひろかず | たなかひろかず | たなかひろかず | たなかひろかず | たなかひろかず | たなかひろかず |            |
| 8  | 144-153 165-174 | ポケモンはらはらリレー                | 愛河里花子 コーラス                                 | たなかひろかず | たなかひろかず | たなかひろかず | たなかひろかず | たなかひろかず | たなかひろかず | たなかひろかず | たなかひろかず |            |
| 8  | 154-158         | ポケモンはらはら²リレー（むずかし版） | 愛河里花子 コーラス                                 | たなかひろかず | たなかひろかず | たなかひろかず | たなかひろかず | たなかひろかず | たなかひろかず | たなかひろかず | たなかひろかず |            |
| 9  | 159-164         | タケシのパラダイス                    | タケシ（上田祐司）                                  | たなかひろかず | たなかひろかず | たなかひろかず | たなかひろかず | たなかひろかず | たなかひろかず | たなかひろかず | たなかひろかず |            |
| 10 | 175-193         | ぼくのベストフレンドへ                | 岩崎宏美                                            | たなかひろかず | たなかひろかず | たなかひろかず | たなかひろかず | たなかひろかず | たなかひろかず | たなかひろかず | たなかひろかず | 川村久仁美 |
| 11 | 194-240         | 前向きロケット団！                    | ロケット団（ムサシ、コジロウ、ニャース） ソーナンス | たなかひろかず | たなかひろかず | たなかひろかず | たなかひろかず | たなかひろかず | たなかひろかず | たなかひろかず | たなかひろかず |            |
| 12 | 241-276         | ポケッターリ モンスターリ             | 可名（かな）                                        | たなかひろかず | たなかひろかず | たなかひろかず | たなかひろかず | たなかひろかず | たなかひろかず | たなかひろかず | たなかひろかず |            |

### 香港版主題曲

#### 片頭曲
| 順序 | 曲名                                                                 | 集數                                                                                          | 歌             | 作詞                                   | 作曲                                | 編曲   |
| ---- | -------------------------------------------------------------------- | --------------------------------------------------------------------------------------------- | -------------- | -------------------------------------- | ----------------------------------- | ------ |
| 1    | 〈〉                                                                 | 第1－53集【不包括強光事件的第38集】                                                           | 陳浩民         | 馬永齡                                 | 古倩敏                              |        |
| 2    | 〈來吧小精靈〉                                                       | 第65－78、158－161集                                                                          | 古巨基         | 陳少琪（原曲：めざせポケモンマスター） | 田中宏和                            |        |
| 3    | 〈有你伴我〉                                                         | 第54－118集（本港台【香港原創片頭曲】）                                                       | 陳慶祥（阿牛） | 孫敬凡                                 | 陳韋里、阿牛、豪哥、阿偉            | 孫啟凡 |
| 4    | 〈奇異冒險〉【香港原創主題曲（以〈有你伴我〉作藍本，修改部分歌詞）】 | 第162－261集                                                                                  | 王祖藍         | 孫敬凡                                 | 陳韋里、阿牛、豪哥、阿偉            | 孫啟凡 |
| 5    | 〈超世代之戰〉                                                       | 第262集至AG89話【於兒童台重播超世代時換回日語版本，翡翠台則於90集開始用回其後日語片頭曲版本】 | 吳卓羲         | 鄭櫻綸，宋沛言                         | 田中宏和（原曲：Advance Adventure） |        |

#### 片尾曲
| 順序 | 曲名           | 集數                                                                      | 歌     | 作詞   | 作曲   | 編曲 |
| ---- | -------------- | ------------------------------------------------------------------------- | ------ | ------ | ------ | ---- |
| 1    | 〈數數小精靈〉 | 第30－53集、158－161集【不包括強光事件的第38集】〈1999年1月25日開始更換〉 | 陳浩民 | 陳少琪 | 唐奕聰 |      |
| 2    | 〈精靈寶可夢點點名〉     | 第1－〈香港開電視版本〉                                                   | 蘇皓兒 | 吳致潔 | 吳致潔 |      |

## 播放集數

### 關都聯盟篇

#### 1997年 - 1999年
| 集數 | 日文名 | 中文名                       | 劇本     | 分鏡       | 演出       | 作畫監督            | 日本播放日期   | 台灣播放日期    |
| ---- | ------ | ---------------------------- | -------- | ---------- | ---------- | ------------------- | -------------- | --------------- |
| １   |        | 神奇寶貝！就決定是你了！     | 首藤剛志 | 湯山邦彦   | 鈴木敏明   | 酒井啓史 一石小百合 | 1997年 4月1日  | 1998年 11月28日 |
| ２   |        | 大對決！神奇寶貝中心！       | 首藤剛志 | 鈴木敏明   | 井上 修    | 藤田宗克            | 4月8日         | 12月5日         |
| ３   |        | 神奇寶貝 收服！              | 冨岡淳広 | 浅田裕二   | 浅田裕二   | 玉川明洋            | 4月15日        | 12月12日        |
| ４   |        | 武士少年的挑戰！             | 園田英樹 | 鈴木敏明   | 大原 実    | 平岡正幸            | 4月22日        | 12月12日        |
| ５   |        | 尼比市的決戰！               | 武上純希 | 井硲清高   | 井硲清高   | 松原徳弘            | 4月29日        | 12月19日        |
| ６   |        | 皮皮與月亮石                 | 冨岡淳広 | 鈴木敏明   | 浅田裕二   | 尾鷲英俊            | 5月6日         | 12月19日        |
| ７   |        | 華藍市的水中花               | 大橋志吉 | 井上 修    | 井上 修    | 藤田宗克            | 5月13日        | 12月26日        |
| ８   |        | 邁向神奇寶貝擂台之路         | 冨岡淳広 | 鈴木敏明   | 鈴木敏明   | 志村隆行            | 5月20日        | 12月26日        |
| ９   |        | 神奇寶貝必勝指南             | 首藤剛志 | 浅田裕二   | 浅田裕二   | 玉川明洋            | 5月27日        | 1999年 1月2日   |
| １０ |        | 神奇寶貝鄉的妙蛙種子         | 大橋志吉 | 開木菜織   | 広島英樹   | 平岡正幸            | 6月3日         | 1999年 1月2日   |
| １１ |        | 走失的神奇寶貝 小火龍        | 武上純希 | 井硲清高   | 井硲清高   | 志村 泉             | 6月10日        | 1月9日          |
| １２ |        | 傑尼龜軍團登場！             | 園田英樹 | 鈴木敏明   | 鈴木敏明   | 酒井啓史            | 6月17日        | 1月9日          |
| １３ |        | 正輝的燈塔                   | 首藤剛志 | 石山タカ明 | 広島英樹   | 平岡正幸            | 6月24日        | 1月16日         |
| １４ |        | 電擊對戰！枯葉道館           | 冨岡淳広 | 日高政光   | 日高政光   | 志村隆行            | 7月1日         | 1月16日         |
| １５ |        | 聖安奴號之戰！               | 大橋志吉 | 浅田裕二   | 浅田裕二   | 玉川明洋            | 7月8日         | 1月23日         |
| １６ |        | 神奇寶貝漂流記               | 武上純希 | 井上 修    | 井上 修    | 江藤真澄            | 7月15日        | 1月23日         |
| １７ |        | 巨大神奇寶貝之島！？         | 首藤剛志 | 日高政光   | 岡崎幸男   | 志村 泉             | 7月22日        | 1月30日         |
| １８ |        | 藍普魯奇的假日               | 冨岡淳広 | 鈴木敏明   | 鈴木敏明   | 酒井啓史            | 7月29日        | 1月30日         |
| １９ |        | 瑪瑙水母與毒刺水母           | 冨岡淳広 | 横田 和    | 大町 繁    | 武田優作            | 8月5日         | 2月6日          |
| ２０ |        | 幽靈神奇寶貝和夏日季典       | 首藤剛志 | 井硲清高   | 井硲清高   | 志村隆行            | 8月12日        | 2月6日          |
| ２１ |        | 再見巴大蝴                   | 大橋志吉 | 浅田裕二   | 浅田裕二   | 玉川明洋            | 8月19日        | 2月13日         |
| ２２ |        | 凱西！超能力大決鬥！         | 武上純希 | 井上 修    | 井上 修    | 江藤真澄            | 8月26日        | 2月13日         |
| ２３ |        | 在神奇寶貝塔收服幽靈！       | 園田英樹 | 岡崎幸男   | 鈴木敏明   | 志村 泉             | 9月2日         | 2月20日         |
| ２４ |        | 鬼斯通ＶＳ超能力！           | 武上純希 | 鈴木敏明   | 織田美浩   | 山本 郷             | 9月9日         | 2月20日         |
| ２５ |        | 火爆猴別生氣喔！             | 冨岡淳広 | 横田 和    | 大町 繁    | 武田優作            | 9月16日        | 2月27日         |
| ２６ |        | 艾莉嘉和臭臭花               | 園田英樹 | 井硲清高   | 井硲清高   | 志村隆行            | 9月23日        | 2月27日         |
| ２７ |        | 素利柏與神奇寶貝催眠！？     | 大橋志吉 | 石山タカ明 | 井上 修    | 梶浦紳一郎          | 9月30日        | 3月6日          |
| ２８ |        | 六尾！飼養家大決鬥！         | 冨岡淳広 | 浅田裕二   | 浅田裕二   | 玉川明洋            | 10月7日        | 3月6日          |
| ２９ |        | 格鬥神奇寶貝！大決鬥！       | 園田英樹 | 鈴木敏明   | 鈴木敏明   | 酒井啓史            | 10月14日       | 3月13日         |
| ３０ |        | 小磁怪的電氣老鼠之夢！？     | 武上純希 | 藤本義孝   | 小川浩司   | 山本 郷             | 10月21日       | 3月13日         |
| ３１ |        | 好多地鼠！                   | 首藤剛志 | 横田 和    | 大町 繁    | 武田優作            | 10月28日       | 3月20日         |
| ３２ |        | 淺紅道館的忍者決鬥！         | 大橋志吉 | 井硲清高   | 井硲清高   | 志村隆行            | 11月4日        | 3月20日         |
| ３３ |        | 火焰神奇寶貝大賽跑！         | 冨岡淳広 | 浅田裕二   | 浅田裕二   | 玉川明洋            | 11月11日       | 3月27日         |
| ３４ |        | 袋龍的搖籃曲                 | 武上純希 | 井上 修    | 井上 修    | 平岡正幸            | 11月18日       | 3月27日         |
| ３５ |        | 迷你龍的傳說                 | 園田英樹 | 鈴木敏明   | 鈴木敏明   | 志村 泉             | 11月25日       | 4月3日          |
| ３６ |        | 暴風雨的單車路               | 大橋志吉 | 横田 和    | 大町 繁    | 武田優作            | 12月2日        | 4月3日          |
| ３７ |        | 百變怪跟模仿少女             | 冨岡淳広 | 藤本義孝   | 井硲清高   | 酒井啓史            | 12月9日        | 4月10日         |
| ３８ |        | 電腦戰士３Ｄ龍               | 武上純希 | 井硲清高   | 井硲清高   | 志村隆行            | 12月16日       | N/A             |
| ３９ |        | 皮卡丘的森林                 | 藤田伸三 | 日高政光   | 井硲清高   | 酒井啓史            | 1998年 4月16日 | 4月10日         |
| ４０ |        | 伊布４兄弟                   | 冨岡淳広 | 井上 修    | 井上 修    | 梶浦紳一郎          | 1998年 4月16日 | 4月17日         |
| ４１ |        | 醒來吧！卡比獸！             | 大橋志吉 | 鈴木敏明   | 小川浩司   | 志村 泉             | 4月23日        | 4月17日         |
| ４２ |        | 決鬥！神奇寶貝道館           | 武上純希 | 横田 和    | 大町 繁    | 武田優作            | 4月30日        | 4月24日         |
| ４３ |        | 椰蛋樹軍團大前進！           | 園田英樹 | 井硲清高   | 井硲清高   | 山本 郷             | 5月7日         | 4月24日         |
| ４４ |        | 派拉斯和派拉斯特             | 冨岡淳広 | 藤本義孝   | 鈴木敏明   | 酒井啓史            | 5月14日        | 5月1日          |
| ４５ |        | 唱歌吧！胖丁！               | 大橋志吉 | 浅田裕二   | 浅田裕二   | 玉川明洋            | 5月21日        | 5月8日          |
| ４６ |        | 復活！？化石神奇寶貝！       | 武上純希 | 井上 修    | 井上 修    | 梶浦紳一郎          | 5月28日        | 5月15日         |
| ４７ |        | 吉利蛋的病歷簿               | 園田英樹 | 鈴木敏明   | 鈴木敏明   | 井坂純子            | 6月4日         | 5月22日         |
| ４８ |        | 卡蒂狗和小次郎               | 武上純希 | 日高政光   | 小川浩司   | 志村 泉             | 6月11日        | 5月22日         |
| ４９ |        | 大蔥鴨的蔥                   | 武上純希 | 井上 修    | 井上 修    | 梶浦紳一郎          | 6月18日        | 5月29日         |
| ５０ |        | 波克比是誰的呢！？           | 大橋志吉 | 井硲清高   | 井硲清高   | 酒井啓史            | 6月25日        | 6月5日          |
| ５１ |        | 妙娃種子的不可思議花園       | 冨岡淳広 | 浅田裕二   | 浅田裕二   | 玉川明洋            | 7月2日         | 6月12日         |
| ５２ |        | 激鬥！神奇寶貝女兒節         | 冨岡淳広 | 横田 和    | 大町 繁    | 武田優作            | 7月9日         | 6月19日         |
| ５３ |        | 兒童節全員大集合             | 米村正二 | 鈴木敏明   | 小川浩司   | 山本 郷             | 7月9日         | 6月26日         |
| ５４ |        | 警犬卡蒂狗                   | 武上純希 | 鈴木敏明   | 鈴木敏明   | 井坂純子            | 7月16日        | 7月3日          |
| ５５ |        | 按快門的機會是皮卡丘         | 園田英樹 | 横田 和    | 大町 繁    | 武田優作            | 7月23日        | 7月10日         |
| ５６ |        | 神奇寶貝檢定考！？           | 冨岡淳広 | 井上 修    | 井上 修    | 平岡正幸            | 7月30日        | 7月17日         |
| ５７ |        | 撫養家的秘密！               | 大橋志吉 | 井硲清高   | 井硲清高   | 志村 泉             | 8月6日         | 7月24日         |
| ５８ |        | 燃燒吧！紅蓮道館！           | 武上純希 | 横田 和    | 大町 繁    | 武田優作            | 8月13日        | 7月31日         |
| ５９ |        | 決戰！紅蓮道館！             | 武上純希 | 浅田裕二   | 浅田裕二   | 岩根雅明            | 8月20日        | 8月7日          |
| ６０ |        | 水箭龜之島                   | 大橋志吉 | 石山タカ明 | 井上 修    | 梶浦紳一郎          | 8月27日        | 8月14日         |
| ６１ |        | 華籃道館！水中的戰鬥！       | 大橋志吉 | 井硲清高   | 岡崎幸男   | 林 広道             | 9月3日         | 8月21日         |
| ６２ |        | 皮皮ＶＳ胖丁                 | 藤田伸三 | 鈴木敏明   | 鈴木敏明   | 志村 泉             | 9月10日        | 8月28日         |
| ６３ | [ 8 ]  | 常磐道館！最後的徽章         | 園田英樹 | 横田 和    | 大町 繁    | たけだゆうさく      | 9月17日        | 9月4日          |
| ６４ |        | 神奇寶貝馬戲團的吸盤魔偶     | 園田英樹 | 井上 修    | 井上 修    | 梶浦紳一郎          | 9月24日        | 9月11日         |
| ６５ |        | 迷唇姐的聖誕節               | 園田英樹 | 浅田裕二   | 浅田裕二   | 酒井啓史            | 10月5日        | N/A             |
| ６６ |        | 用大岩蛇露營                 | 米村正二 | 浅田裕二   | 井上 修    | 梶浦紳一郎          | 10月5日        | N/A             |
| ６７ |        | 宿敵大決鬥！大木研究所       | 冨岡淳広 | 日高政光   | 鈴木敏明   | 志村 泉             | 10月8日        | 10月2日         |
| ６８ |        | 當呆呆獸變成呆河馬的時候     | 大橋志吉 | 浅田裕二   | 浅田裕二   | 岩根雅明            | 10月15日       | 10月9日         |
| ６９ |        | 踏浪皮卡丘的傳說             | 藤田伸三 | 横田 和    | 大町 繁    | たけだゆうさく      | 10月22日       | 10月16日        |
| ７０ |        | 植物園的臭臭花               | 武上純希 | 井硲清高   | 井硲清高   | 酒井啓史            | 10月29日       | 10月23日        |
| ７１ |        | 神奇寶貝電影！               | 米村正二 | 鈴木敏明   | 井硲清高   | 志村 泉             | 11月5日        | 10月30日        |
| ７２ |        | 喵喵之歌                     | 首藤剛志 | 湯山邦彦   | 鈴木敏明   | 酒井啓史            | 11月12日       | 11月6日         |
| ７３ |        | 四天王・希巴 登場！          | 武上純希 | 井上 修    | 井上 修    | 梶浦紳一郎          | 11月19日       | 11月13日        |
| ７４ |        | 激烈衝突！超古代神奇寶貝     | 冨岡淳広 | 福本 潔    | 福本 潔    | 福本 勝             | 11月26日       | 11月20日        |
| ７５ |        | 嘎啦嘎啦的骨頭棒             | 大橋志吉 | 浅田裕二   | 浅田裕二   | 玉川明洋            | 12月3日        | 11月27日        |
| ７６ |        | 開火！神奇寶貝聯盟的火焰！   | 園田英樹 | 井硲清高   | 元永慶太郎 | 依田正彦            | 12月10日       | 12月4日         |
| ７７ |        | 神奇寶貝聯盟開幕！水之場地！ | 冨岡淳広 | 横田 和    | 大町 繁    | たけだゆうさく      | 12月17日       | 12月11日        |
| ７８ |        | 冰之場地！火焰之戰！         | 武上純希 | 鈴木敏明   | 井硲清高   | 玉川明洋            | 12月24日       | 12月18日        |
| ７９ |        | 草之場地！意外的強敵！       | 大橋志吉 | 浅田裕二   | 浅田裕二   | 岩根雅明            | 1999年 1月1日  | 12月25日        |
| ８０ |        | 勁敵登場！                   | 米村正二 | 井上 修    | 井上 修    | 梶浦紳一郎          | 1月7日         | 2000年 1月1日   |
| ８１ |        | 石英運動場！ＶＳ阿弘！       | 園田英樹 | 福本 潔    | 福本 潔    | 福本 勝             | 1月14日        | 1月8日          |
| ８２ |        | 神奇寶貝聯盟！最後的戰鬥！   | 藤田伸三 | 横田 和    | 大町 繁    | たけだゆうさく      | 1月21日        | 1月15日         |

### 橘子聯盟篇

#### 1999年
| 集數    | 中文名                       | 日文名 | 日本播放日期   | 台灣播放日期   |
| ------- | ---------------------------- | ------ | -------------- | -------------- |
| 第083集 | 真新鎮！新的旅程             |        | 1999年 1月28日 | 2000年 1月22日 |
| 第084集 | 飛行船是不幸船？             |        | 2月4日         | 1月29日        |
| 第085集 | 南國神奇寶貝與GS球           |        | 2月11日        | 2月5日         |
| 第086集 | 拯救乘龍                     |        | 2月18日        | 2月12日        |
| 第087集 | 橘子聯盟夏干道館             |        | 2月25日        | 2月19日        |
| 第088集 | 消失的神奇寶貝之謎           |        | 3月4日         | 2月26日        |
| 第089集 | 水晶大岩蛇                   |        | 3月11日        | 3日4日         |
| 第090集 | 粉紅神奇寶貝之島             |        | 3月18日        | 3月11日        |
| 第091集 | 化石盔的化石秘密             |        | 3月25日        | 3月18日        |
| 第092集 | 跳吧！神奇寶貝豪華友輪       |        | 4月1日         | 3月25日        |
| 第093集 | 再見可達鴨，又來了哥達鴨！   |        | 4月8日         | 4月1日         |
| 第094集 | 航海的喬依，破浪前進吧       |        | 4月15日        | 4月8日         |
| 第095集 | 奈普魯道館 雪山之戰          |        | 4月22日        | 4月15日        |
| 第096集 | 大胃王卡比獸！大恐慌！       |        | 4月29日        | 4月22日        |
| 第097集 | 幽靈船跟幽靈神奇寶貝         |        | 5月6日         | 4月29日        |
| 第098集 | 喵喵之島                     |        | 5月13日        | 5月6日         |
| 第099集 | 飛天螳螂，戰士的尊嚴         |        | 5月20日        | 5月13日        |
| 第100集 | 南方之島，全員大集合         |        | 5月27日        | 5月20日        |
| 第101集 | 四天王科拿，冰之戰鬥         |        | 6月3日         | 5月27日        |
| 第102集 | 尼多朗的戀愛故事             |        | 6月10日        | 6月3日         |
| 第103集 | 大平原的小磁怪               |        | 6月17日        | 6月10日        |
| 第104集 | 下水道的怪物                 |        | 6月24日        | 6月17日        |
| 第105集 | 柚子道館類型格鬥三比三       |        | 7月1日         | 6月24日        |
| 第106集 | 皮卡丘VS喵喵                 |        | 7月15日        | 7月8日         |
| 第107集 | 噴火龍，就決定是你了！       |        | 7月22日        | 7月15日        |
| 第108集 | 滅火大賽，傑尼龜對抗卡咪龜   |        | 7月29日        | 7月22日        |
| 第109集 | 燃燒吧！卡比獸！             |        | 8月5日         | 7月29日        |
| 第110集 | 接棒決戰，最後的道館！       |        | 8月12日        | 8月5日         |
| 第111集 | 鯉魚王的進化秘密！           |        | 8月19日        | 8月12日        |
| 第112集 | 蚊香蝌蚪和小霞！             |        | 8月26日        | 8月19日        |
| 第113集 | 勝利者盃，全員大對決，六VS六 |        | 9月2日         | 8月26日        |
| 第114集 | 最終戰鬥，快龍登場！         |        | 9月9日         | 9月2日         |
| 第115集 | 再見了，乘龍！               |        | 9月16日        | 9月9日         |
| 第116集 | 頑皮彈大爆炸                 |        | 9月23日        | 9日16日        |
| 第117集 | 真新鎮，我回來了             |        | 9月30日        | 9月23日        |
| 第118集 | 宿敵大對決，小茂對抗小智     |        | 10月7日        | 9月30日        |

### 城都聯盟篇[9]

#### 1999年 - 2000年
| 集數    | 中文名                         | 日文名                                               | 日本播放日期    | 台灣播放日期   |
| ------- | ------------------------------ | ---------------------------------------------------- | --------------- | -------------- |
| 第119集 | 若葉鎮，吹起開啟之風的城鎮     | ワカバタウン！はじまりをつげるかぜがふくまち！       | 1999年 10月14日 | 2000年 10月7日 |
| 第120集 | 投手的菊草葉                   | ルーキーのチコリータ！                               | 10月21日        | 10月14日       |
| 第121集 | 赫拉剋羅斯對抗大甲             | げきとつ！ヘラクロスVSカイロス！                     | 10月28日        | 10月21日       |
| 第122集 | 頓甲之谷                       | ドンファンのたに！                                   | 11月4日         | 10月28日       |
| 第123集 | 咕咕跟迷惑森林                 | ホーホーとあやしいもり！                             | 11月11日        | 11月4日        |
| 第124集 | 美麗花的戰鬥之舞               | キレイハナのバトルダンシング！                       | 11月18日        | 11月11日       |
| 第125集 | 線球大搜索線                   | イトマル！だいそうさせん！                           | 11月25日        | 11月18日       |
| 第126集 | 布盧的華麗生活                 | ブルーのかれいなせいかつ！？                         | 12月2日         | 11月25日       |
| 第127集 | 驚角鹿，幻影森林               | オドシン！まぼろしのもり！？                         | 12月9日         | 12月2日        |
| 第128集 | 好勝的菊草葉                   | いじっぱりのチコリータ                               | 12月16日        | 12月9日        |
| 第129集 | 沼王和GS球                     | ヌオーとGSボール！？                                 | 12月23日        | 12月16日       |
| 第130集 | 芭瓢蟲之笛                     | レディバのふえ！                                     | 2000年 1月1日   | 2001 1月6日    |
| 第131集 | 幸福蛋的快樂護士               | ハピナスのハッピーナース                             | 1月6日          | 1月13日        |
| 第132集 | 喇叭芽之塔，大危機             | だいピンチ！マダツボミのとう！                       | 1月13日         | 1月20日        |
| 第133集 | 桔梗道館，空中大戰             | キキョウジム！おおぞらのたたかい！                   | 1月20日         | 1月27日        |
| 第134集 | 愛哭鬼，瑪力露                 | なきむしマリル！                                     | 1月27日         | 2月3日         |
| 第135集 | 暴走，尾立和波克比             | ばくそう！オタチ＆トゲピー                           | 2月3日          | 2月10日        |
| 第136集 | 噴火龍山谷，直到下次重逢       | リザードンのたに！またあうひまで！                   | 2月10日         | 2月17日        |
| 第137集 | 向日花怪會場大恐慌             | だいパニック！キマワリコンテスト                     | 2月17日         | 2月24日        |
| 第138集 | 菊草葉不高興了                 | チコリータはごきげんななめ！？                       | 2月24日         | 3月3日         |
| 第139集 | 毽子草飛跑了，大草原之戰       | ハネッコはねた！だいそうげんのたたかい！！           | 3月2日          | 3月10日        |
| 第140集 | 天蠍和天蠍人登場               | なぞのスーパーヒーロー！グライガーマンとうじょう！！ | 3月9日          | 3月17日        |
| 第141集 | 咩利羊和牧場的少女             | メリープとまきばのしょうじょ！                       | 3月16日         | 3月24日        |
| 第142集 | 巨鉗螳螂對抗赫拉剋羅斯         | バトルしようぜ！ハッサムVSヘラクロス！！             | 3月23日         | 3月31日        |
| 第143集 | 收服火球鼠                     | ヒノアラシ！ゲットだぜ！！                           | 3月30日         | 4月7日         |
| 第144集 | 檜皮鎮的呆呆獸之井             | ヒワダタウン！ヤドンのいど！！                       | 4月6日          | 4月14日        |
| 第145集 | 榛果球與圓柑果實，後山之戰     | クヌギダマとぼんぐりのみ！うらやまのたたかい！！     | 4月13日         | 4月21日        |
| 第146集 | 檜皮道館！森林的戰鬥場地！     | ヒワダジム！もりのバトルフィールド！！               | 4月20日         | 4月28日        |
| 第147集 | 桐樹林，尋找大蔥鴨             | ウバメのもり！カモネギをさがせ！！                   | 4月27日         | 5月5日         |
| 第148集 | 果然翁與神奇寶貝交換大會       | ソーナンスとポケモンこうかんかい！！                 | 5月4日          | 5月12日        |
| 第149集 | 傑尼龜軍團！一起燃燒吧！       | もえろ ゼニガメだん！ほのおのように！                | 5月11日         | 5月19日        |
| 第150集 | 好多烏波！                     | ウパーがいっぱい！                                   | 5月18日         | 5月26日        |
| 第151集 | 布魯和胖丁！                   | プリンVSブルー！                                     | 5月25日         | 6月2日         |
| 第152集 | 黑暗神奇寶貝，戴魯比！         | ダークポケモン・デルビル！                           | 6月1日          | 6月9日         |
| 第153集 | 小鋸鱷是誰的？小智對抗小霞     | ワニノコはだれのもの！？サトシVSカスミ！             | 6月8日          | 6月16日        |
| 第154集 | 盔甲鳥對抗火球鼠，鋼鐵之翼     | エアームドVSヒノアラシ！はがねのつばさ！！           | 6月15日         | 6月23日        |
| 第155集 | 小鋸鱷！跳出愛的舞步！         | おどれワニノコ！あいのステップを！                   | 6月22日         | 6月30日        |
| 第156集 | 抓到漂亮的貓頭夜鷹             | いろちがいのヨルノズク！ゲットだぜ！！               | 6月29日         | 7月7日         |
| 第157集 | 圈圈熊，嚇死人                 | リングマでどっきり！                                 | 7月6日          | 7月14日        |
| 第158集 | 麒麟奇，超能力神奇寶貝之村     | キリンリキ！エスパーポケモンのむら！！               | 7月13日         | 7月21日        |
| 第159集 | 占卜，大混亂                   | ポケモンうらない！？だいらんせん！                   | 7月27日         | 8月4日         |
| 第160集 | 滿金道館，力量與速度           | コガネジム！スピード＆パワー！？                     | 8月3日          | 8月11日        |
| 第161集 | 大奶罐，復仇之戰               | ミルタンク！リベンジバトル！！                       | 8月10日         | 8月18日        |
| 第162集 | 收訊塔的戰鬥，超越時空         | ラジオとうのたたかい！じくうをこえて！！             | 8月17日         | 8月25日        |
| 第163集 | 捕蟲大會，在自然公園收服他！   | むしとりたいかい！しぜんこうえんでゲットだぜ！！     | 8月24日         | 9月1日         |
| 第164集 | 胡說樹在哪裡？                 | ウソッキーはどこにいる！？                           | 8月31日         | 9月8日         |
| 第165集 | 古代神奇寶貝公園，阿露福遺跡   | こだいポケモンパーク！アルフのいせき！！             | 9月7日          | 9月15日        |
| 第166集 | 波波屋的傳信波波               | ポッポやのでんしょポッポ！！                         | 9月14日         | 9月22日        |
| 第167集 | 超音蝠之館，危險的迷宮         | ズバットのやかた！きけんなめいろ！！                 | 9月21日         | 9月29日        |
| 第168集 | 柯波朗對抗妙蛙種子，格鬥大對決 | カポエラーVSフシギダネ！かくとうたいけつ！！         | 9月28日         | 10月6日        |
| 第169集 | 叢林的三隻，溫泉戰鬥           | ジャングルのさんびき！おんせんバトル！！             | 10月5日         | 10月13日       |
| 第170集 | 金魚王釣魚戰鬥                 | アズマオウ！フィッシングバトル！！                   | 10月12日        | 10月20日       |
| 第171集 | 再見了六尾，神奇寶貝選美比賽   | さよならロコン！ポケモンビューティーコンテスト！     | 10月19日        | 10月27日       |
| 第172集 | 壺壺對抗喇叭芽                 | ツボツボVSマダツボミ！                               | 10月26日        | 11月3日        |
| 第173集 | 月精靈！暗夜的戰鬥！           | ブラッキー！やみよのたたかい！！                     | 11月2日         | 11月10日       |
| 第174集 | 安瓢蟲！飛越風之谷吧！         | レディアン！かぜのたにをこえて！                     | 11月9日         | 11月17日       |
| 第175集 | 果然翁之村                     | ソーナンスのむら！？                                 | 11月16日        | 11月24日       |
| 第176集 | 百變怪大師，與伊美蒂重逢       | めざせメタモンマスター！イミテふたたび！！           | 11月23日        | 12月1日        |
| 第177集 | 喵喵跟布盧跟布盧皇             | ブルーとニャースとグランブル！？                     | 11月30日        | 12月8日        |
| 第178集 | 阿利多斯，忍術戰鬥             | アリアドス！ポケモンにんぽうバトル！！               | 12月7日         | 12月15日       |
| 第179集 | 展翅吧，陽陽瑪，飛向明天的天空 | はばたけヤンヤンマ！あしたのそらへ！！               | 12月14日        | 12月22日       |
| 第180集 | 毽子花，草神奇寶貝戰鬥         | ポポッコ！くさポケモンバトルトーナメント！！         | 12月21日        | 12月29日       |

#### 2001年 - 2002年
| 集數    | 中文名                                          | 日文名                                                         | 日本播放日期   | 台灣播放日期   |
| ------- | ----------------------------------------------- | -------------------------------------------------------------- | -------------- | -------------- |
| 第181集 | 皮卡丘與皮丘                                    | ピカチュウとピチュー                                           | 2001年 1月11日 | 2002年 1月19日 |
| 第182集 | 黑魯加與波克比                                  | ヘルガーとトゲピー！                                           | 1月14日        | 1月26日        |
| 第183集 | 燃燒塔，小松登場                                | やけたとう！マツバとうじょう！！                               | 1月18日        | 2月2日         |
| 第184集 | 圓朱道館鬼斯戰鬥                                | エンジュジム！ ゴーストバトル！！                              | 1月25日        | 2月9日         |
| 第185集 | 伊布五姐妹，在茶會作戰                          | イーブイ５しまい！おちゃかいでバトル！！                       | 2月1日         | 2月16日        |
| 第186集 | 黑暗鴉！被奪走的徽章！                          | ヤミカラス！うばわれたバッジ！！                               | 2月8日         | 2月23日        |
| 第187集 | 鐵炮魚的天空                                    | テッポウオのそら！                                             | 2月15日        | 3月2日         |
| 第188集 | 熊寶寶的秘密                                    | ヒメグマのひみつ！                                             | 2月22日        | 3月9日         |
| 第189集 | 冰凍向日種子之謎！                              | こおったヒマナッツのなぞ！                                     | 3月1日         | 3月16日        |
| 第190集 | 挖這裡吧！！小山豬，找出溫泉                    | ここほれウリムー！おんせんをさがせ！！                         | 3月8日         | 3月23日        |
| 第191集 | 急凍鳥對抗胖丁！在那風雪中                      | フリーザーVSプリン！ふぶきのなかで！                           | 3月15日        | 3月30日        |
| 第192集 | 風速狗與火焰之石！                              | ウィンディとほのおのいし！                                     | 3月22日        | 4月6日         |
| 第193集 | 土龍弟弟全都沒了！？                            | ノコッチはのこっちない！？                                     | 3月29日        | 4月13日        |
| 第194集 | 果然翁遇難了！？                                | ソーナンス！そうなんす？                                       | 4月5日         | 4月20日        |
| 第195集 | 小剛暈倒？？危險的露營事件！！                  | タケシたおれる！あぶないキャンプ！                             | 4月12日        | 4月27日        |
| 第196集 | 大力鱷VS水箭龜！！相撲大賽！                    | オーダイルVSカメックス！すもうバトル！！                       | 4月19日        | 5月4日         |
| 第197集 | 與神奇寶貝說話，神奇寶貝的語言， 神奇寶貝的心情 | ポケモンとはなせます！？ポケモンのことば ポケモンのきもち！    | 4月26日        | 5月11日        |
| 第198集 | 大嘴蝠對抗假面具女王武藏，遺跡之戰              | ゴルバットＶＳかめんのじょおうムサシ！いせきのたたかい！！     | 5月3日         | 5月18日        |
| 第199集 | 圖圖犬的奇蹟！在朝陽中閃爍！                    | ドーブルのきせき！あさひのなかでかがやいて！                   | 5月10日        | 5月25日        |
| 第200集 | 尼多力諾和尼多娜，小剛的玫瑰色生活              | ニドリーノ ニドリーナ！タケシのバラいろのひび！？              | 5月17日        | 6月1日         |
| 第201集 | 再見了，菊草葉 電氣的迷宮                       | さよならチコリータ！？でんきのラビリンス！                     | 5月24日        | 6月8日         |
| 第202集 | 月桂葉到哪裡去了？在藥草園抓住牠！              | ベイリーフはどこへいった！？ハーブばたけでつかまえて！         | 5月31日        | 6月15日        |
| 第203集 | 天然雀占卜！預測未來的神秘！                    | ネイティうらない！みらいよちのしんぴ！！                       | 6月7日         | 6月22日        |
| 第204集 | 神奇寶貝氣球大賽，超越暴風雨                    | ポケモンききゅうだいレース！！あらしをこえて！                 | 6月14日        | 6月29日        |
| 第205集 | 迷唇娃迷死人，超級巨星喜歡神奇寶貝              | ムチュールにもうむちゅう！！スーパースターはポケモンがおすき？ | 6月21日        | 7月6日         |
| 第206集 | 踏浪追蹤鐵甲暴龍！湖之戰！                      | なみのりサイドンをおえ！？みずうみのたたかい！                 | 6月28日        | 7月13日        |
| 第207集 | 變隱龍在哪裡？看不見的神奇寶貝，大混亂！        | カクレオンはどこにいる！？みえないポケモンにだいこんらん！     | 7月5日         | 7月20日        |
| 第208集 | 討厭水系神奇寶貝的喬伊！小霞的憤怒！            | みずポケモンぎらいのジョーイさん！？カスミのいかり！           | 7月12日        | 7月27日        |
| 第209集 | 聖母大奶罐，沙漠的秘密                          | せいぼミルタンク！さばくのひみつ！                             | 7月19日        | 8月3日         |
| 第210集 | 光輝燈塔！淺蔥市的戰鬥                          | かがやきのとうだい！アサギシティのたたかい！                   | 7月26日        | 8月10日        |
| 第211集 | 湛藍道館，正面決鬥，格鬥大對決                  | タンバジム！まっこうしょうぶ かくとうたいけつ！！              | 8月2日         | 8月17日        |
| 第212集 | 漩渦列島，新的挑戰！                            | うずまきれっとう！あらたなる ちょうせん！！                    | 8月9日         | 8月24日        |
| 第213集 | 波波與大波波，飛向未曾見過的天空！              | ポッポとデカポッポ！まだみぬそらへ！！                         | 8月16日        | 8月31日        |
| 第214集 | 向大海出發吧，燈籠魚大遊行                      | たびだてうみへ！チョンチーぎょうれつ！！                       | 8月23日        | 9月7日         |
| 第215集 | 太陽珊瑚好朋友！黃岩島的對決                    | サニーゴでアミーゴ！おうがんとうのたいけつ！！                 | 8月30日        | 9月14日        |
| 第216集 | 巨翅飛魚跟沉船，神秘神奇寶貝的秘密              | マンタインとちんぼつせん！！なぞのポケモンのひみつ！           | 9月6日         | 9月21日        |
| 第217集 | 章魚桶跟鐵炮魚！漩渦列島大賽預賽！              | オクタンとテッポウオ！うずまきカップよせん！！                 | 9月13日        | 9月28日        |
| 第218集 | 漩渦列島大賽，在水的運動場大戰鬥！              | うずまきカップ！みずのコロシアムでだいバトル！！               | 9月20日        | 10月5日        |
| 第219集 | 小智對抗小霞，漩渦列島大賽最後的戰鬥！          | サトシVSカスミ！うずまきカップさいごのたたかい！！             | 9月27日        | 10月12日       |
| 第220集 | 保護地鼠的村子，陷阱大作戰                      | ディグダのむらをまもれ！おとしあなだいさくせん！？             | 10月4日        | 10月19日       |
| 第221集 | 銀色之翼的傳說，銀岩島的戰鬥！                  | ぎんいろのはねのでんせつ！ぎんがんとうのたたかい！！           | 10月11日       | 10月26日       |
| 第222集 | 神秘的神奇寶貝！X！                             | なぞのポケモンX！！                                            | 10月18日       | 11月2日        |
| 第223集 | 被抓走的洛奇亞！                                | とらわれのルギア！                                             | 10月25日       | 11月9日        |
| 第224集 | 與洛奇亞的約定                                  | ルギアとのやくそく                                             | 11月1日        | 11月16日       |
| 第225集 | 飛吧咕咕號！以淺蔥市為目標！                    | とべホーホーごう！アサギをめざし！！                           | 11月8日        | 11月23日       |
| 第226集 | 淺蔥市VS大鋼蛇                                  | アサギジム！VSハガネール！！                                   | 11月15日       | 11月30日       |
| 第227集 | 再見妙蛙種子！大木家後院大冒險！                | さよならフシギダネ！！オーキドていのぼうけん！！               | 11月22日       | 12月7日        |
| 第228集 | 太陽精靈與櫻花！重新回到圓朱市！                | エーフィとサクラ！エンジュシティふたたび！！                   | 11月29日       | 12月14日       |
| 第229集 | 水君與米那君！鳳王之傳說！                      | スイクンとミナキ！ホウオウのでんせつ！！                       | 12月6日        | 12月21日       |
| 第230集 | 在神奇寶貝勁速賽中向前衝！                      | ポケモンライドでつっぱしれ！！                                 | 12月13日       | 12月28日       |
| 第231集 | 名偵探君莎，蛋不見了，大搜謎                    | めいたんていジュンサー！きえたタマゴのなぞ！！                 | 12月20日       | 2003 1月4日    |
| 第232集 | 蛋要孵化了                                      | タマゴ、かえる                                                 | 12月27日       | 1月11日        |
| 第233集 | 火箭隊跟信使鳥                                  | ロケットだんとデリバード                                       | 2002年 1月10日 | 2月8日         |
| 第234集 | 霧中的九尾                                      | きりのなかのキュウコン！                                       | 1月17日        | 2月15日        |
| 第235集 | 巴爾郎與空手道王信彥                            | バルキーとカラテおうノブヒコ！                                 | 1月24日        | 2月22日        |
| 第236集 | 天然鳥的大預言                                  | ネイティのだいよげん！                                         | 1月31日        | 3月1日         |
| 第237集 | 渡與紅色暴鯉龍                                  | ワタルとあかいギャラドス！                                     | 2月7日         | 3月8日         |
| 第238集 | 紅色暴鯉龍之憤怒                                | あかいギャラドスのいかり！                                     | 2月14日        | 3月15日        |
| 第239集 | 長毛豬與冬天的柳伯                              | イノムーとふゆのヤナギ                                         | 2月21日        | 3月22日        |
| 第240集 | 卡吉道館，冰之戰鬥                              | チョウジジム！こおりのバトル！！                               | 2月28日        | 3月29日        |
| 第241集 | 美麗花對抗霸王花！草原的和平                    | キレイハナVSラフレシア！そうげんのへいわ！                     | 3月7日         | 4月5日         |
| 第242集 | 熔岩蝸牛，用火熱的心來收服！                    | マグカルゴ！あついこころでゲットだぜ！！                       | 3月14日        | 4月12日        |
| 第243集 | 神奇寶貝魔法大變身                              | ポケモンまほうでだいへんしん！？                               | 3月21日        | 4月19日        |
| 第244集 | 閃電鳥跟水晶，湖的秘密                          | サンダーとクリスタル！みずうみのひみつ！                       | 3月28日        | 4月26日        |
| 第245集 | 雙胞胎的寶寶丁對抗胖丁，唱歌神奇寶貝演唱會      | ふたごのププリンVSプリン！うたうポケモンコンサート！           | 4月11日        | 5月3日         |
| 第246集 | 呆呆獸之悟，小智之悟                            | ヤドンのさとり！サトシのさとり！                               | 4月18日        | 5月10日        |
| 第247集 | 假大木博士，神奇寶貝川柳對決！                  | にせオーキドはかせ！？せんりゅうたいけつ！！                   | 4月25日        | 5月17日        |
| 第248集 | 皮寶寶跟皮皮跟流星                              | ピィとピッピとながれぼし！                                     | 5月2日         | 5月24日        |
| 第249集 | 蚊香蛙的進化                                    | ニョロゾのしんか！                                             | 5月9日         | 5月31日        |
| 第250集 | 競技公園VS水箭龜、噴火龍、妙蛙花                | バトルパーク！VSカメックス・リザードン・フシギバナ！           | 5月16日        | 6月7日         |
| 第251集 | 牛蛙君跟啦啦隊                                  | ニョロトノとチアリーディング！                                 | 5月23日        | 6月14日        |
| 第252集 | 冰之洞窟                                        | こおりのどうくつ！                                             | 5月30日        | 6月21日        |
| 第253集 | 小樁跟迷你龍                                    | イブキとミニリュウ！                                           | 6月6日         | 6月28日        |
| 第254集 | 煙墨道館的龍之牙                                | フスベジムのりゅうのきば！                                     | 6月13日        | 7月5日         |
| 第255集 | 快龍，逆鱗立起                                  | カイリュー！げきりんはつどう！！                               | 6月20日        | 7月12日        |
| 第256集 | 煙墨道館最後的徽章                              | フスベジム！さいごのバッジ！！                                 | 6月27日        | 7月19日        |
| 第257集 | 道館徽章與果然翁                                | ソーナノ！？ジムバッジとソーナンス！！                         | 7月4日         | 7月26日        |
| 第258集 | 龍宮道館，在水中戰鬥！                          | リュウグウジム！みずのなかでバトルだぜ！                       | 7月11日        | 8月2日         |
| 第259集 | 乘龍之歌！                                      | ラプラスのうた！                                               | 7月18日        | 8月9日         |
| 第260集 | 保護蛋，在暴風雨中誕生的生命！                  | タマゴをまもれ！あらしのなかでうまれたいのち！                 | 7月25日        | 8月16日        |
| 第261集 | 炎帝與溫泉的同伴們！                            | エンテイとおんせんのなかまたち！                               | 8月1日         | 8月23日        |
| 第262集 | 河馬王，王者的信物                              | ヤドキング！おうじゃのしるし！！                               | 8月8日         | 8月30日        |
| 第263集 | 奈奈與電擊怪                                    | ナナコとエレキッド！                                           | 8月15日        | 9月6日         |
| 第264集 | 由基拉加油                                      | ヨーギラスがんばる！                                           | 8月22日        | 9月13日        |
| 第265集 | 不可思議之國的未知圖騰                          | ふしぎのくにのアンノーン！                                     | 8月29日        | 9月20日        |
| 第266集 | 班吉拉與由基拉                                  | バンギラスとヨーギラス！                                       | 9月5日         | 9月27日        |
| 第267集 | 狃拉與聖火                                      | ニューラとせいなるほのお！                                     | 9月12日        | 10月4日        |
| 第268集 | 白銀大會跟小茂再度交手！！                      | シロガネたいかい！シゲルふたたび！                             | 9月19日        | 10月11日       |
| 第269集 | 預賽聯盟！火岩鼠，火焰的戰鬥！！                | よせんリーグ！マグマラシ ほのおのバトル！！                    | 9月26日        | 10月18日       |
| 第270集 | 大菊花對抗妙蛙種子！草系神奇寶貝的志氣          | メガニウムVSフシギダネ！くさタイプのいじ！                     | 10月3日        | 10月25日       |
| 第271集 | 決勝錦標賽！全面作戰6VS6！！！                  | けっしょうトーナメント！フルバトル6VS6！！                     | 10月10日       | 11月1日        |
| 第272集 | 勁敵對決！！水箭龜對抗噴火龍！！                | ライバルたいけつ！カメックスVSリザードン！！                   | 10月17日       | 11月8日        |
| 第273集 | 再度遭遇火焰雞！！與葉越的戰鬥！！              | バシャーモふたたび！ハヅキとのたたかい！                       | 10月24日       | 11月15日       |
| 第274集 | 全力戰鬥之後！！各人的道路！！                  | フルバトルのはてに！それぞれのみち！！                         | 10月31日       | 11月22日       |
| 第275集 | 再見和啟程！                                    | サヨナラ…そして、たびだち！                                    | 11月7日        | 11月29日       |
| 第276集 | 與皮卡丘分手…！                                 | ピカチュウとのわかれ…！                                        | 11月14日       | 12月6日        |

## 播放電視台
- 香港由翡翠台首播第1-78集後，腰斬近兩年零一個月，據說是因為前代理商與日本方面出現版權上的問題。由於當時無綫電視是跟當時的香港發行商購入播映權，因此導致無綫電視失去第79-157集的播映權，並間接使〈寵物小精靈〉在香港的播映時間與日本相差超過四年。即在日本播放〈寵物小精靈DP〉後超過五個月，香港才播完〈寵物小精靈〉(因無綫電視將第262-276集和〈寵物小精靈超世代〉第1-37集集合為52集一起播放)。但於腰斬二年零一個月後由亞洲電視和有線電視共同奪得第54-157集播放權，在2005年2月，有線電視重播第54-106集的時候，無綫電視重奪播放權，並在2005年4月起續播第158集及其後集數。不過，自無綫電視放棄競投〈寶可夢 太陽&月亮〉的播映權後，有線電視旗下奇妙電視於2018年12月直接從官方取得本篇由第1集起的播放權，並重新配音。
- 香港的代理商曾是羚邦國際，於2003年由台灣代理商群英社獲得香港代理權。
- CCTV-6於2008年10月11日以及2009年11月15日起先後以〈神奇寶貝Ⅲ 橘子聯盟〉和〈Pokémon 神奇寶貝Ⅲ〉的名称播出第105-157集，由上海佳音文化、祥宇文化和電影衛星頻道節目製作中心譯製。

| 日本 東京電視台 星期二18:30-19:00節目 | 日本 東京電視台 星期二18:30-19:00節目                      | 日本 東京電視台 星期二18:30-19:00節目 |
| ------------------------------------- | ---------------------------------------------------------- | ------------------------------------- |
|                                       | 神奇寶貝 （第1～38話） （1997年4月1日～1997年12月16日）    |                                       |
| 機動戰艦                              | 學級王山崎                                                 |                                       |
| 日本 東京電視台 星期四19:00-19:30節目 |                                                            |                                       |
| 晴天Pig Pig                           | 神奇寶貝 （第39～276話） （1998年4月16日～2002年11月14日） | 神奇寶貝超世代                        |
| 日本 東京電視台 星期二19:00-19:30節目 |                                                            |                                       |
|                                       | 神奇寶貝 （重播） （1999年10月～2002年9月）                | 週刊神奇寶貝放送局                    |

| 香港 無綫電視翡翠台 星期一、三、五17:00-17:30節目 | 香港 無綫電視翡翠台 星期一、三、五17:00-17:30節目                        | 香港 無綫電視翡翠台 星期一、三、五17:00-17:30節目 |
| ------------------------------------------------- | ------------------------------------------------------------------------ | ------------------------------------------------- |
|                                                   | 寵物精靈 （第001～053話） （1998年11月16日～1999年3月17日）              |                                                   |
| —                                                 | —                                                                        |                                                   |
| 香港 無綫電視明珠台 星期一至五17:30-18:00節目     |                                                                          |                                                   |
| —                                                 | Poke'mon （第001~057話） （1999年7月23日～1999年10月11日）               | —                                                 |
| 香港 無綫電視翡翠台 星期日17:45-18:15節目         |                                                                          |                                                   |
| —                                                 | 寵物小精靈2000 （第054～078話） （2000年3月26日～2000年9月24日）           | 時空小偵探                                        |
| 香港 無綫電視明珠台 星期一至五17:30-18:00節目     |                                                                          |                                                   |
| —                                                 | Poke'mon （第001～058話） （重播） （2000年7月～2000年10月）             | —                                                 |
| 香港 亞洲電視本港台 星期一至五16:30-17:05節目     |                                                                          |                                                   |
| 猩猩金剛                                          | 新寵物精靈 （第054～105話） （2003年11月24日～2004年2月3日）             | 反斗歷史轉地球                                    |
| 香港 有線電視兒童台 星期一至六多個時段節目        |                                                                          |                                                   |
| —                                                 | 新寵物精靈 （第054～105話） （2004年2月9日～2004年4月20日）              | —                                                 |
| 香港 亞洲電視本港台 星期一至五16:30-17:00節目     |                                                                          |                                                   |
| 電腦冒險記                                        | 新寵物精靈 （第106～157話） （2004年7月23日～2004年10月4日）             | 火龍小武士                                        |
| 香港 有線電視兒童台 星期一至六多個時段節目        |                                                                          |                                                   |
| —                                                 | 新寵物小精靈II （第106～157話） （2004年10月19日～2004年12月27日）         | —                                                 |
| 香港 亞洲電視本港台 星期一至五16:30-17:00節目     |                                                                          |                                                   |
| 火龍小武士                                        | 新寵物精靈 （第54～105話） （重播） （2004年11月10日～2005年1月13日）    | —                                                 |
| 香港 巴士RoadShow 星期六、日不同時段節目          |                                                                          |                                                   |
| —                                                 | 寵物小精靈（三分鐘版本） （第106～157話） （2004年12月4日～2005年5月28日） | —                                                 |

| 香港 有線電視兒童台 星期一17:00、20:00、22:30節目                                         | 香港 有線電視兒童台 星期一17:00、20:00、22:30節目                        | 香港 有線電視兒童台 星期一17:00、20:00、22:30節目 |
| ----------------------------------------------------------------------------------------- | ------------------------------------------------------------------------ | ------------------------------------------------- |
|                                                                                           | 新寵物小精靈2005 （第054～105話） （重播） （2005年2月16日～2005年5月2日） |                                                   |
| —                                                                                         | —                                                                        |                                                   |
| 香港 巴士RoadShow 星期一至五9:30、16:00、20:30節目                                        |                                                                          |                                                   |
| —                                                                                         | 寵物精靈 （第158～194話） （2005年3月17日～2005年5月17日）               | —                                                 |
| 香港 無綫電視翡翠台 星期一至五15:45-16:15節目                                             |                                                                          |                                                   |
| 哈姆太郎                                                                                  | 寵物精靈2005 （第158～209話） （2005年4月20日～2005年7月6日）            | 哪吒傳奇                                          |
| 香港 亞洲電視本港台 星期六10:00（賽馬日）、16:30（非賽馬日）節目                          |                                                                          |                                                   |
| 火辣跑車．極速傳說I                                                                       | 新寵物精靈 （第106～157話） （重播） （2005年5月14日～2005年11月26日）   | 火辣跑車．極速傳說II                              |
| 香港 有線電視兒童台 星期一至六6:30、13:00、16:00節目                                      |                                                                          |                                                   |
| —                                                                                         | 新寵物精靈 （第054～105話） （重播） （2005年7月19日～2005年9月16日）    | —                                                 |
| 香港 tvbQ 星期一至五08:30、11:30、17:30、23:30、翌日02:30、05:30節目                      |                                                                          |                                                   |
| —                                                                                         | 寵物精靈 （第210～261話） （2005年7月29日～2005年10月10日）              | —                                                 |
| 香港 無綫電視翡翠台 星期一至五16:30節目                                                   |                                                                          |                                                   |
| 熱斗洛克人                                                                                | 寵物精靈 （第210～261話） （2006年3月3日～2006年5月15日）                | BOM BOM彈珠人太空戰士                             |
| 香港 無線收費電視兒童台 星期一至五07:00、11:30、13:30、18:00、21:00、翌日00:00、03:00節目 |                                                                          |                                                   |
| —                                                                                         | 寵物精靈 （第262～276話） （2006年7月10日～2006年7月27日）               | 寵物精靈超世代                                    |
| 香港 無綫電視翡翠台 星期六、日17:00節目                                                   |                                                                          |                                                   |
| 陰陽大戰記                                                                                | 寵物精靈 （第262～276話） （2006年12月31日～2007年3月3日）               | 寵物精靈超世代                                    |

| 香港開電視 星期一至五 17:30-18:00節目 | 香港開電視 星期一至五 17:30-18:00節目        | 香港開電視 星期一至五 17:30-18:00節目 |
| ------------------------------------- | -------------------------------------------- | ------------------------------------- |
|                                       | 精靈寶可夢 （2018年12月25日 - 2020年1月6日） |                                       |
| 徹之進                                | 寶可夢 超級願望                              |                                       |

| 中視 星期六18:00-19:00節目 （1999年5月1日起改為18:30-19:00播出） | 中視 星期六18:00-19:00節目 （1999年5月1日起改為18:30-19:00播出） | 中視 星期六18:00-19:00節目 （1999年5月1日起改為18:30-19:00播出） |
| ---------------------------------------------------------------- | ---------------------------------------------------------------- | ---------------------------------------------------------------- |
|                                                                  | 神寶貝 （1998.11.28 - 2003.12.6）                                |                                                                  |
| 待查                                                             | 神奇寶貝超世代                                                   |                                                                  |
| 衛視中文台 星期六、星期日18:00-18:30節目                         |                                                                  |                                                                  |
| 待查                                                             | 神寶貝 （1999.12.4 - 2002.11.29）                                | 待查                                                             |
| 東森幼幼台 星期六19:00-20:00節目                                 |                                                                  |                                                                  |
| 待查                                                             | 神寶貝 （2001.7.7 - 2002.11.30）                                 | 待查                                                             |

## 劇埸版
| 序號 | 片名                            | 片名                                                                                   | 片名                                             | 上映日期      | 上映日期                   | 上映日期                                                  | 上映日期       | 備註                                     |
| 序號 | 中文                            | 日本英文名                                                                             | 美國官方名                                       | 日本          | 台灣                       | 香港                                                      | 美國           | 備註                                     |
| ---- | ------------------------------- | -------------------------------------------------------------------------------------- | ------------------------------------------------ | ------------- | -------------------------- | --------------------------------------------------------- | -------------- | ---------------------------------------- |
| 1    | 超夢的逆襲                      | Mewtwo Strikes Back                                                                    | Mewtwo Strikes Back （Pokémon：The First Movie） | 1998年7月18日 | 2000年2月3日               | 2000年2月3日 2000年8月19日（無綫電視翡翠台）              | 1999年11月10日 | 同時上映：ピカチュウのなつやすみ         |
| 2    | 夢幻之神奇寶貝 洛奇亞爆誕       | The Mirage Pokémon - Lugia's Explosive Birth （Revelation Lugia）                      | The Power of One （Pokémon：The Movie 2000）     | 1999年7月17日 | 2001年1月20日              | 2001年1月20日 2001年12月27日（無綫電視翡翠台）            | 2000年7月21日  | 同時上映：ピカチュウたんけんたい         |
| 3    | 結晶塔的帝王                    | Emperor of the Crystal Tower - Entei （Lord of the Unknown Tower）                     | Spell of the Unown （Pokémon 3：The Movie）      | 2000年7月8日  | 2002年2月9日               | 2002年3月28日                                             | 2001年4月6日   | 同時上映：ピチューとピカチュウ           |
| 4    | 雪拉比 穿梭時空的相遇           | Celebi - A Timeless Encounter                                                          | Celebi - Voice of the Forest （Pokémon 4Ever）   | 2001年7月7日  | 2006年3月4日（電視台播映） | 2005年10月18日（只發售DVD/VCD日期，但沒曾於電視台播放過） | 2002年10月11日 | 同時上映：ピカチュウのドキドキかくれんぼ |
| 5    | 水都的守護神 拉帝亞斯和拉帝歐斯 | The Guardian Gods of the City of Water - Latias & Latios （The Guardians of Altomare） | Pokémon Heroes - Latios & Latias                 | 2002年7月13日 | 2006年4月1日（電視台播映） | 2005年1月5日（只發售DVD/VCD日期，但沒曾於電視台播放過）   | 2003年5月16日  | 同時上映：ピカピカ星空キャンプ           |

## 外部連結
- （日語）http://www.pokemon.co.jp/anime/index.html （页面存档备份，存于）
- 中的“寶可夢 (1997年—2002年動畫)”
- 互联网电影数据库（IMDb）上《寶可夢》的资料（英文）
- 豆瓣电影上《寶可夢》的資料 （简体中文）
- （日語）.   [2020-04-01]. （原始内容存档于2000-12-17）.
- YouTube上的寶可夢 (第一季)播放列表